# Thai Lee
Thai Lee (* 1958 in Bangkok, Thailand) ist eine koreanisch-amerikanische Unternehmerin. Sie ist Mitinhaberin, CEO und Präsidentin von SHI International Corp., das laut Forbes das größte Unternehmen in Frauenbesitz in den USA ist. Auf der 2020-Liste der Milliardäre der Welt wurde sie auf Platz 680 eingestuft als eine der reichsten Self-Made Women auf Platz 8 mit einem Nettovermögen von 3,2 Milliarden US-Dollar.

## Leben und Werk
Lee wurde als zweite von drei Töchtern eines koreanischen Ökonomen geboren und wuchs in Korea auf. Sie besuchte die High School in Amherst (Massachusetts) und dann das Amherst College, wo sie 1980 einen Bachelor-Abschluss in Biologie und Wirtschaft erwarb. Danach kehrte sie nach Korea zurück, um Geschäftserfahrung zu sammeln. 1985 erwarb sie an der Harvard Business School als erste Koreanerin einen MBA. Anschließend arbeitete sie bei Procter & Gamble und 1987 bei American Express. 1989 heiratete sie den an der Columbia University ausgebildeten Anwalt Leo Koguan, mit dem sie zwei Kinder bekam und von dem sie sich 2002 wieder scheiden ließ. 1989 kaufte sie mit ihrem Ehemann ein Softwareunternehmen, welches sie ein Jahr später in SHI International umbenannte. Das Unternehmen beschäftigte 2019 am Hauptsitz in Somerset (New Jersey) und in 28 Niederlassungen weltweit mehr als 2300 Mitarbeiter. Das Unternehmen erhält regelmäßig Auszeichnungen und Preise und Lee wurde 2012 zum Unternehmer des Jahres von Ernst & Young ernannt. 2018 trat Lee dem Vorstand von Sonde Health bei, einer Tochtergesellschaft des Bio-Pharma-Unternehmens PureTech Health, das sprachbasierte Diagnosetechnologien entwickelt.

## Auszeichnungen
- Life Trustee, Amherst College
- Ehemaliger Präsident der Amherst College Alumni Society
- Harvard University, Dean’s Advisory Board
- Distinguished Alumni Award, Harvard Business School
- Ernst & Young’s Entrepreneur of The Year in 2012